# Condado de Ohio (Virgínia Ocidental)
O Condado de Ohio é um dos 55 condados do estado norte-americano da Virgínia Ocidental. A sede do condado é Wheeling, que é também a sua maior cidade. O condado tem uma área de 282 km² (dos quais 8 km² estão cobertos por água), uma população de 47 427 habitantes, e uma densidade populacional de 172 hab/km² (segundo o censo nacional de 2000). O condado foi fundado em 1776 e recebeu o seu nome a partir do rio Ohio.